# Бланкенгайн
Бланкенгайн (нім. Blankenhain) — місто в Німеччині, розташоване в землі Тюрингія. Входить до складу району Ваймарер-Ланд.
Площа — 113,53 км2. Населення становить 6616 ос. (станом на 31 грудня 2021).

## Відомі особистості
В поселенні народився:
- Ґерхардт Бранстер (1927-2008) — німецький письменник.